# Unur
Unur (orosz betűkkel: Унур, baskír nyelven: Унур) falu Oroszországban, a Baskír Köztársaságban, a Miskinói járásban.

## Népesség
- 2002-ben 4 mari nemzetiségű lakosa volt.
- 2010-ben lakatlan település.